# Ligyra paludosa
Ligyra paludosa är en tvåvingeart som först beskrevs av De Meijere 1911.  Ligyra paludosa ingår i släktet Ligyra och familjen svävflugor. Inga underarter finns listade i Catalogue of Life.